# Corunastylis plumosa
Corunastylis plumosa, thường được biết đến với tên Tallong Midge-orchid or Plumed Midge-orchid, là một tiny flower that grows only in the village of Tallong in the Southern Highlands of New South Wales. Its discovery brought the village to the attention of botanists and conservationists. This lan is now a protected species.